# カステルセプリオ
カステルセプリオ（伊: Castelseprio）は、イタリア共和国ロンバルディア州ヴァレーゼ県にある、人口約1,300人の基礎自治体（コムーネ）。

## 地理

### 位置・広がり

#### 隣接コムーネ
隣接するコムーネは以下の通り。
- カイラーテ
- カルナーゴ
- ゴルナーテ＝オローナ
- ロナーテ・チェッピーノ

### 地震分類
イタリアの地震リスク階級 (it) では、4 に分類される
。

## 行政

### 分離集落
カステルセプリオには、以下の分離集落（フラツィオーネ）がある。
- Castel Seprio (scavi), Vico Seprio